# Saint-Lattier
Saint-Lattier este o comună în departamentul Isère din sud-estul Franței. În 2009 avea o populație de 1.255 de locuitori.

## Evoluția populației
| An        | 1975 | 1982 | 1990  | 1999  | 2006  | 2009  |
| --------- | ---- | ---- | ----- | ----- | ----- | ----- |
| Populație | 775  | 902  | 1.028 | 1.031 | 1.192 | 1.255 |